# Championnats d'Afrique de pentathlon moderne 2005
Navigation
Édition précédente Édition suivante
Les championnats d'Afrique de pentathlon moderne 2005 ont lieu le 28 février 2005 au Caire, en Égypte. Cette compétition est open, c'est-à-dire ouverte aux pentathloniens d'autres continents. Le premier Africain est quant à lui sacré champion d'Afrique.

## Médaillés africains
Les médaillés de ces championnats d'Afrique sont :
| Épreuves          | Or                   | Argent                   | Bronze                    |
| ----------------- | -------------------- | ------------------------ | ------------------------- |
| Individuel hommes | Emad El Geziry (EGY) | Raouf Abd El-Raouf (EGY) | Mohamed Abdel Raouf (EGY) |

## Tableau des médailles
| Rang  | Nation | Or | Argent | Bronze | Total |
| ----- | ------ | -- | ------ | ------ | ----- |
| 1     | Égypte | 1  | 1      | 1      | 3     |
| Total | Total  | 1  | 1      | 1      | 3     |

## Classement open
| Rang | Nom                    |
| ---- | ---------------------- |
| 1    | Eric Walther (GER)     |
| 2    | Sandris Sika (LAT)     |
| 3    | Andrzej Stefanek (POL) |